# Толоно (Іллінойс)
Толоно (англ. Tolono) — селище (англ. village) в США, в окрузі Шампейн штату Іллінойс. Населення — 3604 особи (2020).

## Географія
Толоно розташоване за координатами 39°59′31″ пн. ш. 88°15′44″ зх. д. / 39.99194° пн. ш. 88.26222° зх. д. (39.991938, -88.262320).  За даними Бюро перепису населення США в 2010 році селище мало площу 5,53 км², уся площа — суходіл.

## Демографія
Згідно з переписом 2010 року, у селищі мешкало 3447 осіб у 1328 домогосподарствах у складі 949 родин. Густота населення становила 623 особи/км².  Було 1405 помешкань (254/км²).
Расовий склад населення:
| - 96,1 % — білих - 0,8 % — чорних або афроамериканців - 0,7 % — азіатів - 0,4 % — корінних американців |

До двох чи більше рас належало 1,6 %. Частка іспаномовних становила 1,3 % від усіх жителів.
За віковим діапазоном населення розподілялося таким чином: 28,0 % — особи молодші 18 років, 62,3 % — особи у віці 18—64 років, 9,7 % — особи у віці 65 років та старші. Медіана віку мешканця становила 36,1 року. На 100 осіб жіночої статі у селищі припадало 99,5 чоловіків;  на 100 жінок у віці від 18 років та старших — 95,8 чоловіків також старших 18 років.
Середній дохід на одне домашнє господарство  становив 70 499 доларів США (медіана — 66 635), а середній дохід на одну сім'ю — 74 497 доларів (медіана — 64 125). Медіана доходів становила 47 028 доларів для чоловіків та 43 779 доларів для жінок. За межею бідності перебувало 8,5 % осіб, у тому числі 11,9 % дітей у віці до 18 років та 0,0 % осіб у віці 65 років та старших.
Цивільне працевлаштоване населення становило 1603 особи. Основні галузі зайнятості: освіта, охорона здоров'я та соціальна допомога — 38,3 %, роздрібна торгівля — 15,1 %, науковці, спеціалісти, менеджери — 10,9 %, фінанси, страхування та нерухомість — 7,7 %.